# Drets d'autor
|  | Aquest article tracta sobre l'article sobre els drets d'autor. Si cerqueu per qüestions de copyright a la Viquipèdia, vegeu «Viquipèdia:Drets d'autor». |

Símbol del copyright

Els drets d'autor (en anglès copyright, símbol ©) és un tipus de propietat intel·lectual que atorga al seu propietari el dret exclusiu de copiar i distribuir una obra creativa, normalment durant un temps limitat. L'obra creativa pot tenir una forma literària, artística, educativa o musical. Els drets d'autor pretenen protegir l'expressió original d'una idea en forma d'obra creativa, però no la idea en si. Un copyright està subjecte a limitacions basades en consideracions d'interès públic, com ara el fair use als Estats Units.
Algunes jurisdiccions requereixen «arreglar» obres amb drets d'autor d'una forma tangible. Sovint es comparteix entre diversos autors, cadascun dels quals té un conjunt de drets d'ús o llicència de l'obra, i que s'anomenen habitualment titulars de drets. Aquests drets solen incloure la reproducció, el control sobre obres derivades, la distribució, l'execució pública i els drets morals com ara l'atribució.
Els drets d'autor poden ser atorgats per dret públic i en aquest cas es consideren «drets territorials». Això vol dir que els drets d'autor concedits per la llei d'un determinat estat no s'estenen més enllà del territori d'aquesta jurisdicció específica. Els drets d'autor d'aquest tipus varien segons el país; molts països, i de vegades un gran grup de països, han fet acords amb altres països sobre procediments aplicables quan les obres ultrapassen les fronteres nacionals o els drets nacionals són incoherents.
Normalment, la durada de dret públic d'un copyright caduca entre 50 i 100 anys després de la mort del creador, depenent de la jurisdicció. Alguns països requereixen certes formalitats de drets d'autor per establir els drets d'autor, d'altres reconeixen els drets d'autor en qualsevol obra completada, sense un registre formal. En general, molts creuen que la llarga durada dels drets d'autor garanteix una millor protecció de les obres.
Quan caduquen els drets d'autor d'una obra, aquesta entra al domini públic.

## Aplicació
Aquesta protecció està disponible tant per a obres publicades com per a obres que encara no s'hagin publicat. Generalment dona al propietari del dret d'autor el dret exclusiu per a fer i per a autoritzar a altres a fer el següent:
- Reproduir l'obra en còpies o fonogrames.
- Preparar obres derivades basades en l'obra.
- Distribuir còpies o fonogrames de l'obra al públic venent-les o fent un altre tipus de transferències de propietat com ara llogar, arrendar o prestar aquestes còpies.
- Presentar l'obra públicament, en el cas d'obres literàries, musicals, dramàtiques i coreogràfiques, pantomimes, pel·lícules i d'altres produccions audiovisuals.
- Mostrar l'obra públicament, en el cas d'obres literàries, musicals, dramàtiques, coreogràfiques, pantomimes, obres pictòriques, gràfiques i esculturals, incloent-hi imatges individuals de pel·lícules o altres produccions audiovisuals.
- En el cas de gravacions sonores, interpretar l'obra públicament a través de la transmissió àudiodigital.

### Vigència
La protecció dels drets d'autor es dona a partir que l'obra està creada d'una forma fixada. Els drets d'autor sobre una obra creada esdevenen immediatament propietat de l'autor que l'ha creada. Només l'autor o aquells qui deriven els seus drets a través de l'autor poden reclamar-ne la propietat.
Els autors d'una obra col·lectiva són copropietaris del dret d'autor d'aquesta obra llevat que hi hagi un acord que indiqui el contrari.
Els drets d'autor de cada contribució individual en una publicació periòdica o en sèrie, o qualsevol altra obra col·lectiva, existeixen a més a més dels drets d'autor de l'obra col·lectiva en conjunt i estan conferits inicialment a l'autor de cada contribució.
Els menors d'edat poden reclamar drets d'autor però les lleis de l'estat poden reglamentar qualsevol transacció relacionada amb aquest tema que inclogui a menors.
Existeix un Registre de la Propietat Intel·lectual que depèn del Departament de Cultura de la Generalitat de Catalunya que és una forma de protecció prevista a la Llei de propietat intel·lectual que el configura com un registre de drets relatius a les obres i altres produccions protegides. No és obligatòria el tenir-hi un registre, ni tenir-hi un registre és constitutiu de l'adquisició dels drets ni de la seva cessió. No obstant, en dona una prova privilegiada.

### Què afecta?
Els drets d'autor protegeixen «obres originals» que estiguin fixades en una forma d'expressió tangible. La fixació de l'obra no ha de ser aparent o perceptible mentre aquesta pugui ser comunicada mitjançant l'ajuda d'alguna màquina o aparell. Les obres amb drets d'autor inclouen les següents categories:
- obres literàries
- obres musicals, incloent-hi la lletra
- obres dramàtiques, incloent-hi qualsevol acompanyament musical
- pantomimes i altres obres coreogràfiques, pel·lícules i altres obres àudiovisuals
- gravacions sonores
- obres arquitectòniques

Aquestes categories s'han de veure d'una manera àmplia. Per exemple, el programari s'ha d'enregistrar com a «obra literària»; els mapes i plànols arquitectònics podrien enregistrar-se com «obres pictòriques, gràfiques i esculturals».

### A què no es pot aplicar?
Hi ha materials que generalment no poden tenir drets d'autor. Entre d'altres:
- Treballs que no han estat fixats en una forma d'expressió tangible. Per exemple: obres coreogràfiques que no han estat escrites o gravades, o discursos improvisats o presentacions que no han sigut escrites o gravades.
- Títols, noms, frases curtes i lemes, símbols o dissenys familiars, lleugeres variants de decoració tipogràfica, lletres o colors; llistes d'ingredients o continguts.
- Idees, procediments, mètodes, sistemes, processos, conceptes, principis, descobriments, aparells, com diferenciacions d'una descripció, explicació o il·lustració.
- Obres que consisteixin totalment d'informació que és de coneixement públic i, per tant, propietat comuna i no representen un treball que tingui un autor original (per exemple: calendaris, taules de pes i estatura, cintes mètriques o regles, i llistes o taules obtingudes de documents públics o altres fonts d'ús comú).

## Antecedents històrics
Encara que en l'antiguitat és possible trobar incipients idees sobre un dret sobre les obres intel·lectuals, no és fins a l'aparició de la impremta, que va permetre la distribució i còpia massiva de les obres, quan sorgeix la necessitat de protegir les obres no com objectes materials, sinó com fonts de propietat intel·lectual. Formalment se situa el naixement del dret d'autor i del copyright durant el segle xviii.
En l'Anglaterra del segle xviii els editors d'obres (els llibreters) argumentaven l'existència d'un dret a perpetuïtat a controlar la còpia dels llibres que havien adquirit dels autors. Aquests drets implicaven que ningú més podia imprimir còpies dels obres sobre les quals tinguessin el copyright (traduït literalment com dret de còpia). L'Estatut de la Reina Anna, aprovat pel parlament anglès en 1710, és la primera norma sobre copyright de la història. Aquesta llei establia que totes les obres publicades abastarien un termini de copyright de 14 anys, prorrogable per 14 anys més si l'autor continuava viu (és a dir, un màxim de 28 anys de protecció). Mentre que totes les obres publicades abans de 1710 abastarien un període de 21 anys, no prorrogable, a partir de la data d'aprovació de l'Estatut.
No obstant això, el domini públic en el dret anglosaxó realment va néixer en 1774, després del cas Donaldson contra Beckett, quan es va discutir l'existència del copyright a perpetuïtat (la Cambra dels Lords va resoldre per 22 vots a 11 vots en contra d'aquesta idea). Estats Units va incorporar els principis establerts a Anglaterra sobre el copyright. Així la Constitució de 1787, en l'article I, secció 8, clàusula 8 (la clàusula del progrés) permet establir en favor dels autors «drets sobre la propietat creativa» per temps limitat.
L'any 1790, el Congrés dels Estats Units va promulgar la primera Copyright Act (Llei sobre copyright), creant un sistema federal de copyright i protegint-lo per un període de catorze anys, renovable per 14 anys més si l'autor estava viu al seu venciment (és a dir, igual com l'Estatut de la reina Anna). Si no existia renovació, la seva obra passava al domini públic.
Mentre que als Estats Units el copyright es va convertir en un dret de propietat comerciable, a França i Alemanya es va desenvolupar el dret d'autor, sota la idea d'expressió única de l'autor. En aquesta línia, el filòsof alemany Kant deia que «una obra d'art no pot separar-se de l'autor».
A França, el 1777, Beaumarchais (autor de la comèdia El Barber de Sevilla) junt amb d'altres dramaturgs, va fundar la primera organització per a promoure el reconeixement dels drets dels autors. Però va caldre esperar al final de la Revolució Francesa perquè l'Assemblea Nacional aprovés la primera Loi du droit d'auteur (Llei de dret d'autor) en 1791.

### Evolució del copyright
L'any 1790, les obres protegides per la Copyright Act dels Estats Units eren només els «mapes, cartes de navegació i llibres» (no cobria les obres musicals o d'arquitectura). Aquest copyright atorgava a l'autor el dret exclusiu a «publicar» les obres i, per això, només es violava tal dret si reimprimia l'obra sense el permís del seu titular. A més, aquest dret no s'estenia a les «obres derivades» (era un dret exclusiu sobre l'obra en particular), per la qual cosa no impedia les traduccions o adaptacions d'aquest text. Amb els anys, el titular del copyright va obtenir el dret exclusiu a controlar qualsevol publicació de la seva obra. Els seus drets es van estendre de l'obra en particular a qualsevol obra derivada que pogués sorgir sobre la base de l'obra original. Així mateix, el Congrés dels Estats Units va incrementar en 1831 el període inicial del copyright de 14 a 28 anys (és a dir, es va arribar a un màxim de 42 anys de protecció) i en 1909 va estendre el període de renovació de 14 a 28 anys (obtenint-se un màxim de 56 anys de protecció). I, a partir dels anys 50, va començar a estendre habitualment els períodes existents (1962, 1976 i 1998).

## Actualitzacions
El març del 2002 va entrar en vigència el Tractat de l'OMPI sobre Drets d'Autor (WCT) i el maig del 2002 el Tractat de l'OMPI sobre Interpretació o Execució i Fonogrames (WPPT). Tots dos «Tractats d'Internet» (com són coneguts) van ser acordats el 1996 per l'Organització Mundial de la Propietat Intel·lectual. Actualitzen i complementen el Conveni de Berna i introdueixen elements de la societat digital. Es va trigar un total de 6 anys (1996 - 2002) en aconseguir la ratificació d'aquests nous tractats per part de 30 països, el mínim exigit per les Nacions Unides per a la seva aplicació.

## Classificació de les llicències de programari

Símbol del domini public

Les llicències de distribució es poden classificar segons els drets que cada autor es guarda sobre la seva obra:
- Domini públic: l'autor renuncia completament als seus drets o aquests han caducat.
- Programari lliure Sense protecció heretada: se subministra el codi font i se'n pot crear una obra derivada sense que aquesta tingui cap obligació de protecció. Moltes llicències pertanyen a aquesta classe, per exemple: Academic Free License v.1.2; Apache Software License v.1.1; Artistic; Attribution Assurance license; BSD License; MIT License; University of Illinois/NCSA Open Source License; W3C Software Notice and License; etc.
- Programari lliure amb protecció heretada: Algunes restriccions s'apliquen a les obres derivades. Entre les llicències d'aquesta categoria hi ha: Artistic License; Common Public License v.1.0; GNU General Public License v.2.0; GNU Lesser General Public License v.2.1; Mozilla Public License; etc.
- Programari de propietat (a voltes anomenat propietari o privatiu): Es protegeix contra còpia, modificació i redistribució.

## Societats gestores
Les societats de gestió dels drets de propietat intel·lectual a Espanya són 8 i s'estructuren en tres blocs principals segons les característiques dels titulars dels drets.
- Societats que aglutinen els autors titulars de drets. En són 4:
  - SGAE: Autors i editors literaris, dramaturgs i musicals, a excepció de l'obra impresa
  - CEDRO: Autors i editors d'obres impreses
  - VEGAP: Autors d'obres d'arts plàstiques, de creació gràfica, disseny i fotografia
  - DAMA: Autors literaris i directors-realitzadors de les obres cinematogràfiques i altres obres audiovisuals

- Societats que aglutinen artistes intèrprets o executants (posseeixen drets connexos). En són 2:
  - AISGE: Artistes intèrprets d'actuacions artístiques fixades sobre un suport, mitjà o sistema audiovisual
  - AIE: Artistes intèrprets o executants

- Societats que aglutinen productors (posseeixen drets connexos). En són 2:
  - AGEDI Productors fonogràfics
  - EGEDA Productors d'obres i gravacions audiovisuals

La distribució dels titulars de drets de propietat intel·lectual entre aquestes societats de gestió és de caràcter exclusiu, és a dir, no es pot formar part de dues societats al mateix temps, amb la qual cosa no hi ha competència entre les societats, actuen en règim d'estricte monopoli. Els titulars de drets efectuen a través d'un contracte de gestió la cessió dels drets a les societats de gestió amb caràcter també exclusiu, és a dir, els autors, productors o artistes intèrprets no poden llicenciar una obra a través d'altres sistemes de llicència, com poden ser les llicències lliures o gratuïtes (per exemple Creative Commons, que a Espanya només permet llicenciar les obres dels autors). Per això les societats de gestió recapten pràcticament la totalitat de les remuneracions que impliquen l'explotació dels drets cedits pels autors, artistes intèrprets i executants, i productors.